# Zinco piritione
Lo zinco piritione è un composto di coordinazione dello zinco in cui gli ioni Zn2+ sono coordinati dagli atomi di ossigeno e di zolfo del ligando piritione. Descritto per la prima volta durante gli anni 1930, trova utilizzo come agente antimicotico e antibatterico.

## Usi
Viene utilizzato nel trattamento della forfora e delle dermatiti seborroiche. Altre applicazioni includono il trattamento della psoriasi, dell'eczema, della tigna, del piede d'atleta, dell'impetigine e della infezioni cutanee da stafilococco. Trova utilizzo anche in vernici e altri prodotti che forniscono protezione contro la muffa e le alghe.
Il meccanismo di azione antimicotica ipotizzato consiste nella distruzione del trasporto di membrana dovuto a blocco della pompa protonica. Esperimenti hanno suggerito che i miceti sono in grado di inattivare il piritione a basse concentrazioni.